# Devon Windsor
Devon Elizabeth Windsor (St. Louis, Misuri; 7 de marzo de 1994) es una modelo estadounidense.

## Carrera

### 2008–2013: Comienzos
Windsor fue descubierta a la edad de 14 años por la fotógrafa Suzy Gorman. En 2008, Windsor firmó un contrato con West Model & Talent Management. Durante la escuela secundaria, sus trabajos de modelaje se concentraron en publicaciones y desfiles en St. Louis. En 2009, se unió a una segunda agencia, Vision Model Management, y trabajó durante el verano en Los Ángeles. En 2010, Windsor firmó con IMG Models en Nueva York. Después de graduarse en 2012, Windsor se marchó a trabajar a Europa para IMG Milán y IMG Londres. Durante este tiempo trabajó para distintas revistas, como Gioia, Bullett, Punkt y Creem.

### 2013–2015: Carrera profesional
En 2013, Windsor volvió a Nueva York donde desfiló para la temporada primavera/verano 2014. Algo que le catapultó al éxito fue caminar para Prada en septiembre de 2013, tiñéndose el pelo de rubio platino lo cual se convirtió en su marca personal. En esa temporada, Models.com nombró a Windsor como "Top Newcomer" y la incluía en su "Hot List."
Entre los años 2013-2015 Windsor desfiló en 132 eventos en Nueva York, Londres, París, y Milán incluyendo Alexander McQueen, Celine, Chanel, Christian Dior SE, Emilio Pucci, Jean Paul Gaultier, Stella McCartney, Carolina Herrera, Fendi, Jason Wu, Max Mara, Michael Kors, Moschino, Salvatore Ferragamo, Tom Ford, Versace, Armani, Oscar de la Renta, Topshop, y Balmain.
Durante este tiempo, Windsor aparació en las editoriales de Vogue Alemania, Vogue Japón, Vogue Rusia, Vogue Brasil, Vogue Tailandia, Vogue México, Vogue Turquía, Vogue España, CR Fashion Book, Harper’s Bazaar, Harper’s Bazaar Alemania, Interview Alemania, Numéro, Número Tokyo, 10 Magazine, V, y Elle Brasil.
Windsor participó en campañas para Max Mara Studio, Jean Paul Gaultier, Love Moschino, Pink, Sephora, Michael Kors Fragrance, Nordstrom, Forever 21, y Nexxus.
En noviembre de 2013, hizo su primera aparición en el Victoria's Secret Fashion Show. En diciembre de 2014, Windsor participó por segunda vez portando sus primeras alas. En noviembre de 2015, caminó un tercer año.

### 2016–2017
En 2016, Windsor hizo su debut en televisión con MasterChef presentado por Gordon Ramsay donde compitió contra la también modelo Gigi Hadid.
Entre 2016 y 2017, Windsor apareció en Vogue México, Vogue Taiwan, Elle U.K., Allure Russia, V Magazine, Harper’s Bazaar Kazakhstan, French Revue de Modes, y Narcisse.
Windsor apareció en portadas para Allure Russia, Harper’s Bazaar Kazakhstan, Maxim, Singles Korea, y Narcisse. Entre las marcas de sus campañas entre 2016 y 2017 figuran Forever 21, The Frye Company, Amazon Fashion, y fue el rostro de H&M, Express, Inc., y Balmain Hair varias veces.
Durante este periodo caminó para Tommy Hilfiger, Etam Développement, Zimmermann, y abrió para Cushnie et Ochs. Esos mismos años Windsor continuó participando en los Victoria's Secret Fashion Shows.
En octubre de 2017, Windsor hizo su debut en el cine en Brawl in Cell Block 99, con el papel de Jill.

### 2018–presente
En enero de 2018, Windsor hizo una aparición en “Making a Model with Yolanda Hadid.”
Windsor protagonizó sus primeras series televisivas, como Model Squad, la cual es producida por E! Entertainment.
En 2018, Windsor participó en campañas para Moroccanoil, Casadei, Juicy Couture Oui Fragrance, Bjorn Borg, Elisabetta Franchi, y Zadig et Voltaire.
Windsor apareció en la portada de L'Officiel Argentina y Numéro Tokyo, y en las editioriales de Elle Middle East, L'Officiel Argentina, Numéro Tokyo, y Vanity Fair Italia.
Windsor figura en la lista de models.com de las modelos con mayores ganancias desde 2016.

## Vida personal
Devon se comprometió con su pareja, Jonathan Barbara, en 2018. Se casaron El 16 de noviembre de 2019 en una ceremonia intima en la isla de San Bartolomé, una dependencia insular francesa en el Océano Atlántico.
El 12 de marzo de 2021, Windsor y Barbara anunciaron que estaban esperando un hijo. Su primera hija, Enzo Elodie Barbara, nació el 8 de septiembre de 2021.
El 21 de noviembre de 2022, anuncio en sus redes sociales que estaba esperando su segundo hijo. El 1 de mayo del 2023 le dieron la bienvenida a su segunda hija, Celine Blue Barbara.
Windsor es amiga de las modelos, Megan Williams, Nadine Leopold, Maya Stepper y Lorena Rae, con quienes comparte, vínculos especiales.